# Heraclia aisha
Heraclia aisha är en fjärilsart som beskrevs av Kirby 1891. Heraclia aisha ingår i släktet Heraclia och familjen nattflyn. Inga underarter finns listade i Catalogue of Life.